# Lundeborg
Lundeborg is een plaats in de Deense regio Zuid-Denemarken, gemeente Svendborg. De plaats telt 443 inwoners (2008). Vanuit het dorp vaart zomers een fietsveer naar Lohals op het eiland Langeland.
- Virtual International Authority File: 236538439